# Montague Harbour Marine Provincial Park
Der Montague Harbour Marine Park (auch Montague Harbour Marine Provincial Park) ist ein 102 Hektar (ha) großer Provincial Park im zentralen Westen von Galiano Island in der kanadischen Provinz British Columbia.
Der Park ist einer von mehreren im Bereich der südlichen Gulf Islands und liegt verwaltungstechnisch im Capital Regional District. Außerdem ist er einer von fünf der Provincial Parks in British Columbia, die sich auf der Insel befinden, wenn auch nicht der größte von diesen.

## Anlage
Der Park liegt etwa 7 km nordwestlich von Sturdies Bay, dem Siedlungsschwerpunkt der Insel, und erstreckt sich von der Insel auf die hier vorgelagerte Gray-Halbinsel. Der Park grenzt an die Gewässer des Trincomali-Kanals, einer Meerenge, die zur Straße von Georgia gehört. Westlich des Kanals liegt Saltspring Island. Zwischen der Gray-Halbinsel und Saltspring Island liegt mit Parker Island noch eine weitere kleine Insel. 
Zum Park gehören sowohl 70 Hektar Landflächen als auch 32 Hektar Gezeitenzone und vorgelagerte Gewässer. Im Nordosten grenzt er an ein anderes Schutzgebiet, den Galiano Heritage Forest.
Bei dem Park handelt es sich um ein Schutzgebiet der Kategorie II (Nationalpark).

## Geschichte
Wie bei fast allen Provinzparks in British Columbia gilt auch für diesen, dass er lange, bevor die Gegend von europäischen Einwanderern „entdeckt“, besiedelt oder sie Teil eines Parks wurde, Jagd- und Fischereigebiet verschiedener Gruppen der First Nations war, hier hauptsächlich der Penelakut. Aus dieser Zeit finden sich im Park verschiedene Überreste und Artefakte wie sogenannte Shell middens (Muschelhaufen) und Belege für eine alte Siedlung. Archäologische Ausgrabungen dieser geschützten Muschelhaufen haben Pfeile, Speerspitzen und Steinschnitzereien zutage gefördert. Später wurde durch europäische Siedler auf der Halbinsel eine Obstplantage angelegt. Nach einem Besitzer der Plantage, der Familie Gray, erhielt die Halbinsel dann auch ihren Namen.
Der Park wurde am 6. März 1959 mit einer Größe von 10 ha eingerichtet und ist der älteste „Marine Park“ im System der Provinzparks von British Columbia. Seit seiner Einrichtung änderten sich jedoch sein Schutzstatus bzw. das entsprechende Schutzrecht und die Größe des Schutzgebietes mehrfach.

## Flora und Fauna
Das Ökosystem von British Columbia wird mit dem Biogeoclimatic Ecological Classification (BEC) Zoning System in verschiedene biogeoklimatischen Zonen eingeteilt. Biogeoklimatische Zonen zeichnen sich durch ein grundsätzlich identisches oder sehr ähnliches Klima sowie gleiche oder sehr ähnliche biologische und geologische Voraussetzungen aus. Daraus resultiert in den jeweiligen Zonen auch ein sehr ähnlicher Bestand an Pflanzen und Tieren. Innerhalb dieser Systematik wird das Parkgebiet der Coastal Douglas Fir Zone (CDFmm) zugeordnet.
Im Parkgebiet wachsen Douglasien, Küsten-Tannen, Erdbeerbäume und Riesen-Lebensbäume (im englischen Sprachraum „Western Red Cedar“ genannt). In der Gegend wurde vor Einrichtung des Parks Landwirtschaft betrieben.
In Gezeitenzonen wachsen Seepocken, zusammen mit Muscheln, Strandschnecken, Große Strandschnecken und Pazifischen Austern. Außerdem findet sich auf den Felsen in der Gezeitenzone meist purpurfarbene Seesterne der Art Pisaster ochraceus, eine Schlüsselart im dortigen Ökosystem. Weiterhin kommen in den Gewässern Nordamerikanische Fischotter, Stellersche Seelöwen und Nördliche See-Elefanten vor.
Die Insel beherbergt rund 130 Vogelarten. Viele der Arten finden sich auch im Park, darunter Säger, Büffelkopfenten, Kanadareiher, Meerscharben, Klippenausternfischer, Gürtelfischer, Beringmöwen und Weißkopfseeadler.

## Aktivitäten
Der Park ist ein sogenannter „Marine Park“ und mit einer entsprechenden touristischen Infrastruktur ausgestattet. Das heißt, dass es im Park eine Bootrampe sowie vorbereitete Ankerplätze gibt. Die Ankerplätze finden sich in einer Bucht, welche durch die Gray-Haalbinsel und die eigentliche Insel geformt wird. Im Park gibt es zwei Zeltplätze, einen für Wohnmobile/Wohnwagen sowie einen „Walk-In-Campground“.
Weitere Provinzparks auf der Insel sind von Norden nach Süden der Dionisio Point Provincial Park, der Bodega Ridge Provincial Park, der Collinson Point Provincial Park und der Bellhouse Provincial Park. Dabei ist der Montague Harbour Marine Provincial Park der einzige der Inselparks, in dem eine Übernachtung mit Zelten, Wohnmobilen oder Wohnwagen möglich ist.
Mit 156.330 Besuchern (Personentagen) in der Saison 2023/2024, die von April bis März geht, ist er der Besucherschwerpunkt und der am besten besuchte Provinzpark auf der Insel. Der ebenfalls auf der Insel gelegene Bodega Ridge Provincial Park hatte in der Saison 2023/2024 nur 271 Besucher und der Collinson Point Provincial Park sogar nur 53 Besucher.